# Bonsai

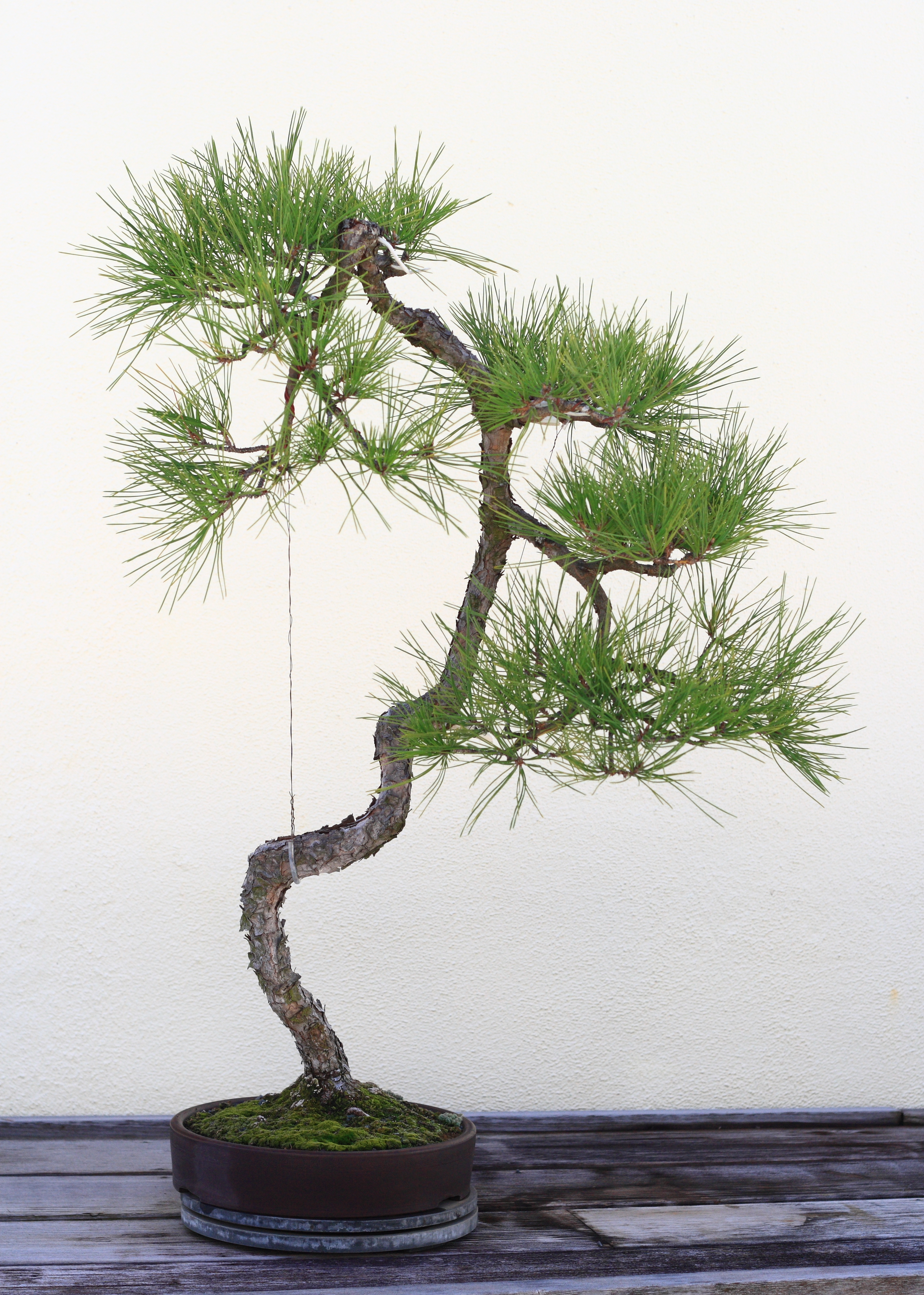
Un bonsai d'estil bunjingi (Pinus thunbergii)

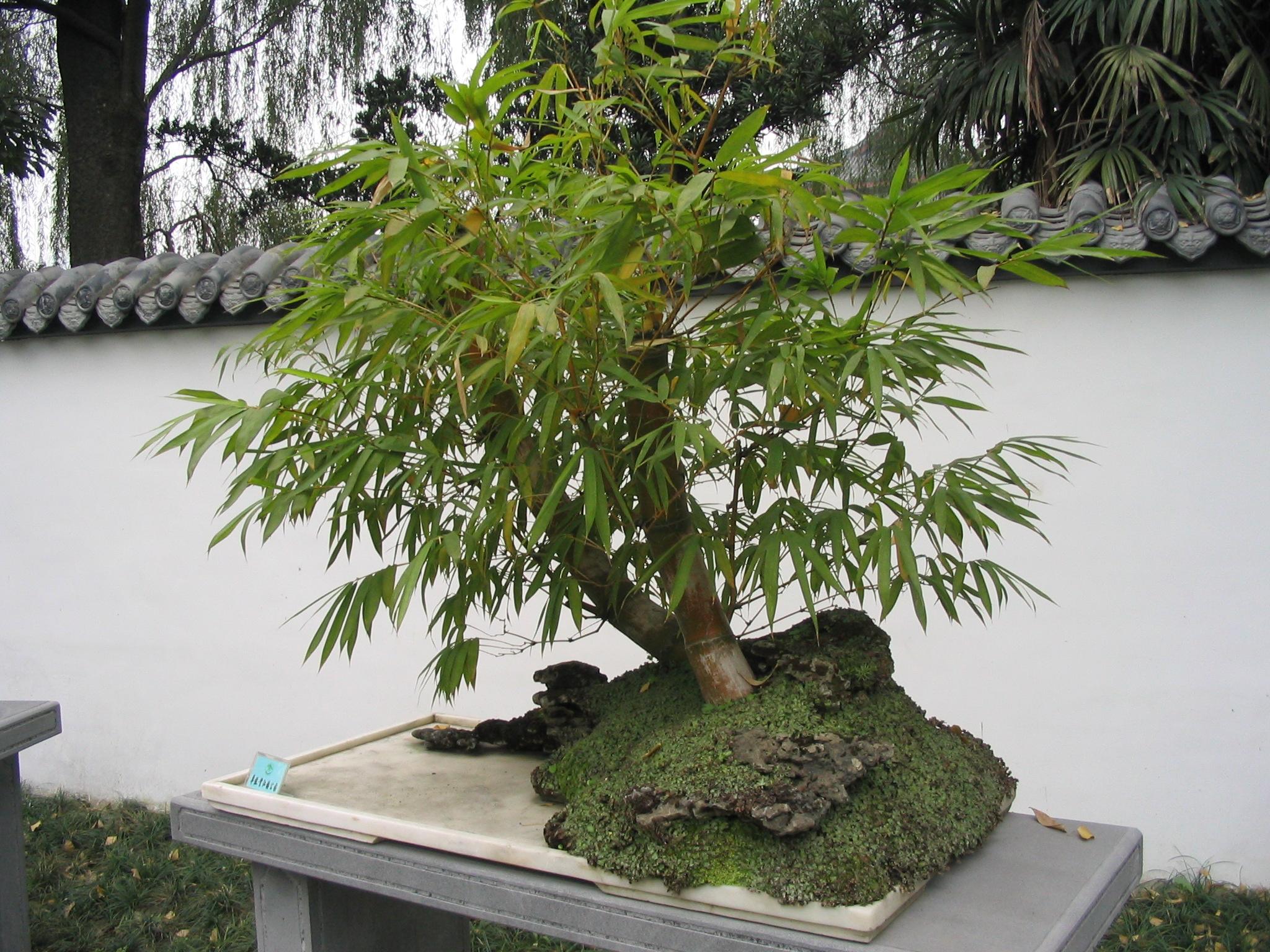
Bonsai de bambú

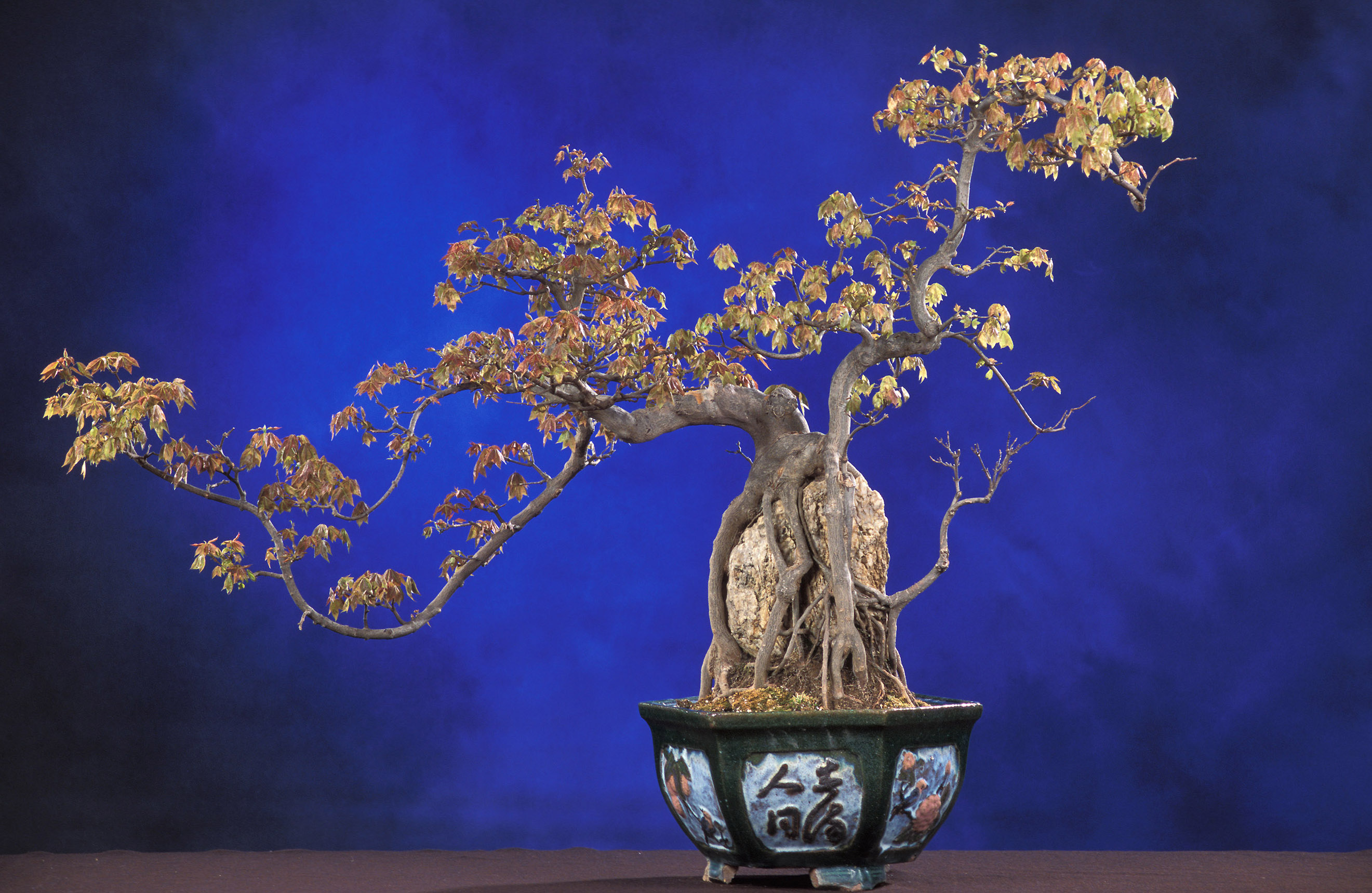
Bonsai d'Auró trident

Un bonsai (盆栽) és el conjunt harmònic i equilibrat format per una o més plantes (generalment exemplars d'espècies arbòries o arbustives cultivades en forma d'arbre en miniatura) i el suport sobre el que viuen (normalment un test en forma de safata) amb un substrat de cultiu apropiat.
Bonsai és una paraula japonesa formada per dos ideogrames: Bon (盆) equival a safata, i sai (栽) equival a cultivar. Per tant, bonsai equival a cultivar en safata.
Un bonsai és un arbre normal i corrent que es manté petit en podar-li les branques i arrels, i mantenir-lo dintre d'un volum reduït de terra. Un bonsai mantingut correctament sobreviurà a un arbre normal de la mateixa espècie. Tot i això, fa menester molta cura per a crear i mantenir un bonsai.
El bonsai acostuma a exposar-se en un tokonoma, acompanyat d'un mural desplegable (kakemono) o un arranjament floral (ikebana), una planta (kusamono), o una roca (suiseki).

## Història
La tècnica per al cultiu del bonsai es troba documentada per primer cop en el sentit actual a l'antiga Xina, probablement per influència de l'art budista de l'Índia. Tot i que no s'ha revelat clarament el seu origen, es troben les primeres referències arqueològiques sobre el cultiu de plantes en recipients al voltant del 2000 aC a la Xina, Egipte i Pèrsia.
Ja el 500 aC, hi ha documents on s'explica com trasplantar arbres de gran mida i la jardineria es desenvolupa sota la tutela imperial. Els primers texts sobre l'art del bonsai es troben durant el regnat de la dinastia Qin (249-206 aC) on podem trobar el mot Pun-sai, descrit amb el mateix caràcter que en japonès bonsai, i significa «arbre sense paisatge en un pot». Durant la dinastia Han (206 aC -220 dC) es reben notícies dels Punxing, que significa «arbre amb paisatge en test».
Les proves pictòriques més antigues foren descobertes l'any 1971 a la tomba del príncep Zhang Huai, segon fill de l'emperador Tang Wu Zetian de la dinastia Tang (618-907). A les pintures s'hi poden veure dos servents pintats a banda i banda de les parets de la tomba; un d'ells és un punxing en miniatura amb roques i plantes, i un altre és representat amb un test amb forma de flor de lotus, que conté un arbre amb fulles verdes i fruits vermells.
El bonsai que coneixem avui no sorgí fins al segle xii, sota la dinastia Song del Sud. En aquella època i fins a l'any 1644 fou exclusiu de la noblesa. Seria durant el regnat de la dinastia Yuan (1280-1368) que es va popularitzar com a obsequi de cortesia entre poderoses, mercaders rics i funcionaris.
Un primer esment de l'art del bonsai al Japó data del segle xiii. Chu-shunsui, un funcionari xinès fugit cap al Japó el 1644, va donar un impuls important a l'art del bonsai al Japó. Havia escapat de la dominació manxú, i va emportar la seva col·lecció d'arbres i documents que explicaven l'art del seu cultiu.
Durant molt de temps, al Japó els bonsai foren també reservats a les classes dominants, feudals i religioses, que n'apreciaven sobretot els conjunts acolorits. Avui és un art popular, tot i que requereix molta cura.

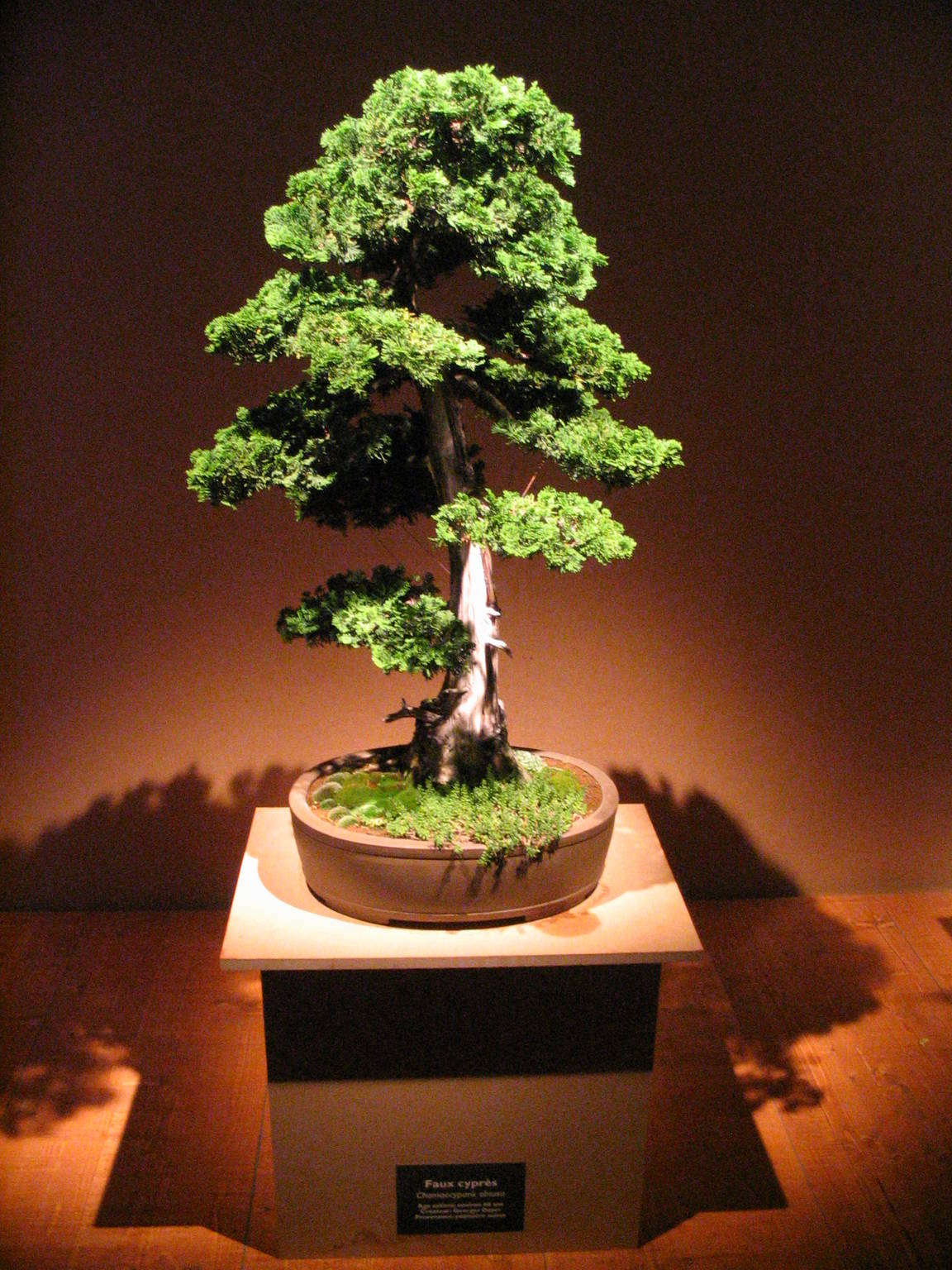
Camecíparis japonès hinoki (Chamaecyparis obtusa)

La primera exposició nacional de bonsai a Tòquio data de 1914. El 1934 el cultiu del bonsai ser reconegut com a art al Japó, després d'una exposició que es celebrava al Museu d'Art de la capital japonesa, anomenada Kokufu-Ten. Continua sent el més prestigiós certamen de bonsai al món.
Ja al segle xvi marines portuguesos van portar els primers bonsais a Europa. Al segle xix els japonesos van començar a presentar-los a fires i exposicions, com ara l'Exposició Universal de París el 1878. L'exposició universal de Londres del 1909 va ser un nou impuls. La primera referència europea al bonsai va ser feta per Paul Sédille a La Gazette des Beaux Arts de setembre de 1878. Van ser protagonistes al «Jardí japonés» l'Exposició Universal de París el 1889. Un dels primers tractats europeus sobre bonsai va ser escrit per J. Vallot el 1889 al butlletí de la Societat Botànica de França.
Posteriorment, el 1902, Albert Maumené va publicar el llibre Formation des arbres nains japonais i el 1904, Henri Coupin en parla al seu llibre Les Plantes Originales. Es pot constatar sobre aquests documents que els bonsai tenien formes força diferents dels bonsais actuals. La codificació actual data de després de la Segona Guerra Mundial i va ser divulgada per John Naka.
Encara que aquesta forma de cultiu d'arbres en tests existia ja a l'edat mitjana a les nostres contrades (cas dels tarongers), no s'havia intentat mai de recrear la natura a tan petita escala.

## L'art del bonsai a Catalunya
A Catalunya, el mestre Faust Vergés va ser un dels pioners que a la primeria dels anys 80 del segle xx va divulgar l'art del bonsai. Al Jardí Botànic de Barcelona hi ha una de les millors col·leccions d'Europa, cuidada pel mestre Juanjo Pardo, amb més de 340 exemplars. Aquesta col·lecció s'enfoca en espècies mediterrànies, com les del propi Jardí Botànic a Montjuïc, cosa que la fa singular entre les col·leccions internacionals.
La base de la col·lecció formen les donacions de Pere Duran i Farell, enginyer, empresari i decidit impulsor del Jardí Botànic que va ser també un reconegut mestre en el món del bonsai. Des que va iniciar-se en aquest art a la primeria dels anys vuitanta i fins a l'any de la seva mort, el 1999, va reunir una notable col·lecció d'uns 108 bonsai d'espècies mediterrànies, vuitanta dels quals es troben a la col·lecció del Jardí Botànic. El Jardí Botànic ha conservat i ampliat aquesta col·lecció a través d'adquisicions, altres donacions, recuperacions i noves plantacions, i el 2021 constava de 342 exemplars.
Hi ha un espai habilitat als vivers del Jardi Botànic on s'exposen 36 bonsais que varien segons les estacions i les necessitats de cada exemplar. Alguns arbres s'exposen amb plantes d'accent (plantes d'acompanyament) que complementen i realcen la bellesa de l'arbre i que, a més, reprodueixen la manera com es mostren tradicionalment al Japó. Des de l'any 2016 el Jardí Botànic organitza cursos introductoris a l'art del bonsai. Des de desembre 2022, s'ha inaugurat una exposició permanent al Claustre de convent de sant Domènec de Balaguer, amb la col·lecció de Pepito Alòs de Juan.

## Tècniques per al cultiu

### Cura
Els bonsai són plantes d''exterior, que viuen en un medi qui s'assembla a l'habitat de l'arbre normal. Unes espèdies d'arbres tropicals aguanten curts períodes a l'interior, al costat d'una finestra on li toqui el sol unes quantes hores, però és millor que no sigui de forma directa i no s'han de situar a prop d'una font de calor. Aquests bonsai, amb el temps, es debiliten i perden la forma, val més mantenir les fora i només entrar-les per protegir-les contra el gel i un baixada brusca de temperatura. El rang crític per als arbres tropicals oscil·la segons l'espècie entre els 3 i els 7 °C. En canvi, els arbres mediterranis resisteixen molt millor el fred, i hi ha famílies d'arbres com les coníferes que resisteixen perfectament les gelades.

### Reg
En general s'ha de regar quan la terra estigui lleugerament seca, sense deixar-lo assecar-se del tot en cap cas, però tampoc no s'ha de regar en excés. De forma general, es reguen cada dia a l'estiu (en zones molt caloroses o molt solejades dos cops al dia) i cada dos o tres dies a l'hivern.
Es rega amb una regadora de forats molt fins, per evitar l'erosió de la terra. Un cop humitejada la terra per sobre, l'arbre ja està preparat per rebre l'aigua. Se li ha de donar temps per preparar-se. Es regarà un segon cop al cap d'uns minuts, a fons, fins que l'aigua brolli pels forats de drenatge del test. S'ha d'evitar l'embassament de la terra.
Si el test o safata són molt secs, o l'aigua no penetra bé a la terra, se l'ha de submergir fins a la vora del test i deixar-la reposar uns minuts.

### Adob
Hi ha dos tipus d'adob: el químic, o de ràpida alliberació, que sovint s'ha de barrejar amb aigua i que si no es tenen en compte les mesures indicades pel fabricant, pot arribar a ser contraproduent per a l'arbre fins a arribar a matar-lo; i l'orgànic, o de lenta alliberació, provinent de productes naturals i possiblement el més recomanable pel cultiu del bonsai.
L'època idònia d'abonament sol ser en període de creixement (primavera i tardor). En període de descans vegetatiu (estiu i hivern) s'abona menys. No s'han d'adobar les plantes dèbils, ni tampoc durant els trenta dies posteriors a un trasplantament o poda. L'adob pot malmetre la molsa que decora una gran majoria d'arbres bonsai.

### Poda
Es poden les branquetes quan tenen set o vuit parells de fulles, tallant per sobre dels dos o tres primers parells. S'han de treure les fulles grogues i els brots del tronc que no tinguem pensat deixar progressar.

### Trasplantament
Les arrels dels bonsais no poden sortir del test. Amb els anys, la terra es degrada i es fa pastosa i cal un trasplantament. Aleshores s'ha de retallar alhora part de les arrels, especialment les arrels llargues que donen voltes al fons del test, per garantir l'harmonia entre la part aèria i la terrestre. En general, s'ha de fer-lo a la fi de l'hivern o quan la planta és en període de poca activitat (abans d'iniciar la brotació). S'ha de tallar un terç de les arrels. Aquesta operació és delicada.

## Classificació per estil
D'acord amb el seu estil els bonsai es classifiquen en:
- txokkan - És el clàssic estil vertical formal de tronc recte, amb la clàssica silueta triangular
- Moyogui - Estil vertical informal on es reconeix la silueta triangular però el tronc és sinuós
- xakan - Estil de tronc inclinat no més enllà de 45°, on es reconeix la silueta triangular
- Han Kengai - Semicascada, amb un àpex del tronc ubicat sota la vora del test i un altre en estil vertical chokkan o moyogui
- Kengai - Trencada, l'àpex del tronc es troba clarament sota la vora del test és equivalent a un estil vertical cap a baix
- Fukinagaxi - Escombrat pel vent, en aquest estil se simula els arbres que han crescut al cim d'una muntanya dominada per vents forts que bufen sempre en la mateixa direcció. Tota la massa de l'arbre es troba inclinada cap a un costat.
- Neagari - Arrels exposades, usant qualsevol dels estils de tronc descrits però on les arrels de l'arbre es troben visibles, usualment sobre una roca. L'acer trident que es mostra en aquest article correspon a aquest estil. Vegi la imatge que apareix en aquest article per apreciar un acabat exemple d'aquest estil.
- Literati o Bunjin - Estil lliure d'origen xinès que busca simular la cal·ligrafia oriental. És normalment minimalista i està associada la seva creació als homes llibre o Literati de la dinastia Han (206 aC).

Chokkan - Severament dret
Moyogi - Lliurement dret
Chu Shakan - Inclinat (Moderat)
Fukinagashi - Fuetejat Vent
Han Kengai - Semicascada
Kengai - Cascada
Bunjingi - Forma de literats
Hokidachi - Forma d'escombra
Ikada - Forma de rai
Ishitsuki - Forma de roca
Sekijōjū - Sobre roques
Negari - Forma de troncs de soca-rel
Sokan - Forma de troncs bessons
Yose-ue - Forma de bosc
Bankan - Forma de dracs

### Espècies més habituals
Encara que de bonsais se'n poden fer de qualsevol espècie, s'estimen més arbres que tinguin fulles petites o més facilitat per reduir-ne la mida.
| Coníferes | Planifolis |
| --- | --- |
| - Ginebre xinès (Juniperus chinensis) - Ginebre japonès (Juniperus rigida) - Savina (Juniperus phoenicea) - Ginebre comú (Juniperus communis) - Pi japonès de Thunberg (Pinus thunbergii) - Pi roig japonès (Pinus densiflora) - Pi blanc japonès (Pinus parviflora) - Pi roig (Pinus sylvestris) - Teix europeu (Taxus baccata) - Teix japonès (Taxus cuspidata) - Xiprer (Cupressus sempervirens) - Camecíparis japonès hinoki (Chamaecyparis obtusa) | - Om de Sibèria (Ulmus pumila) - Om xinès (Ulmus parvifolia) - Zelkova del Japó (Zelkova serrata) - Faig europeu (Fagus sylvatica) - Faig del Japó (Fagus crenata) - Olivera (Olea europaea) - Ullastre (Olea europaea var. sylvestris) - Figuera (Ficus carica) - Magraner (Punica granatum) - Romer (Rosmarinus oficinalis) |

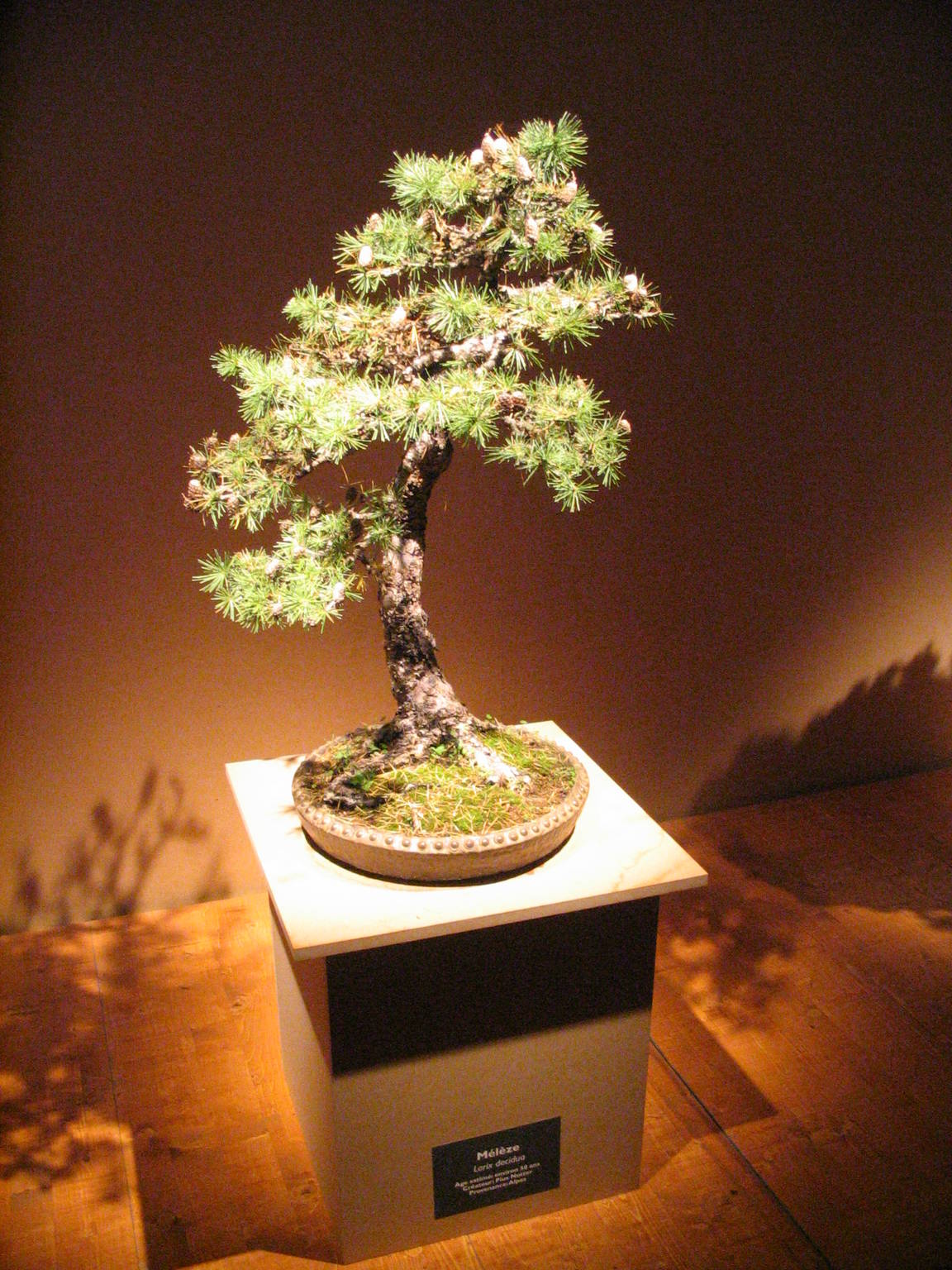
Làrix europeu (Larix decidua)

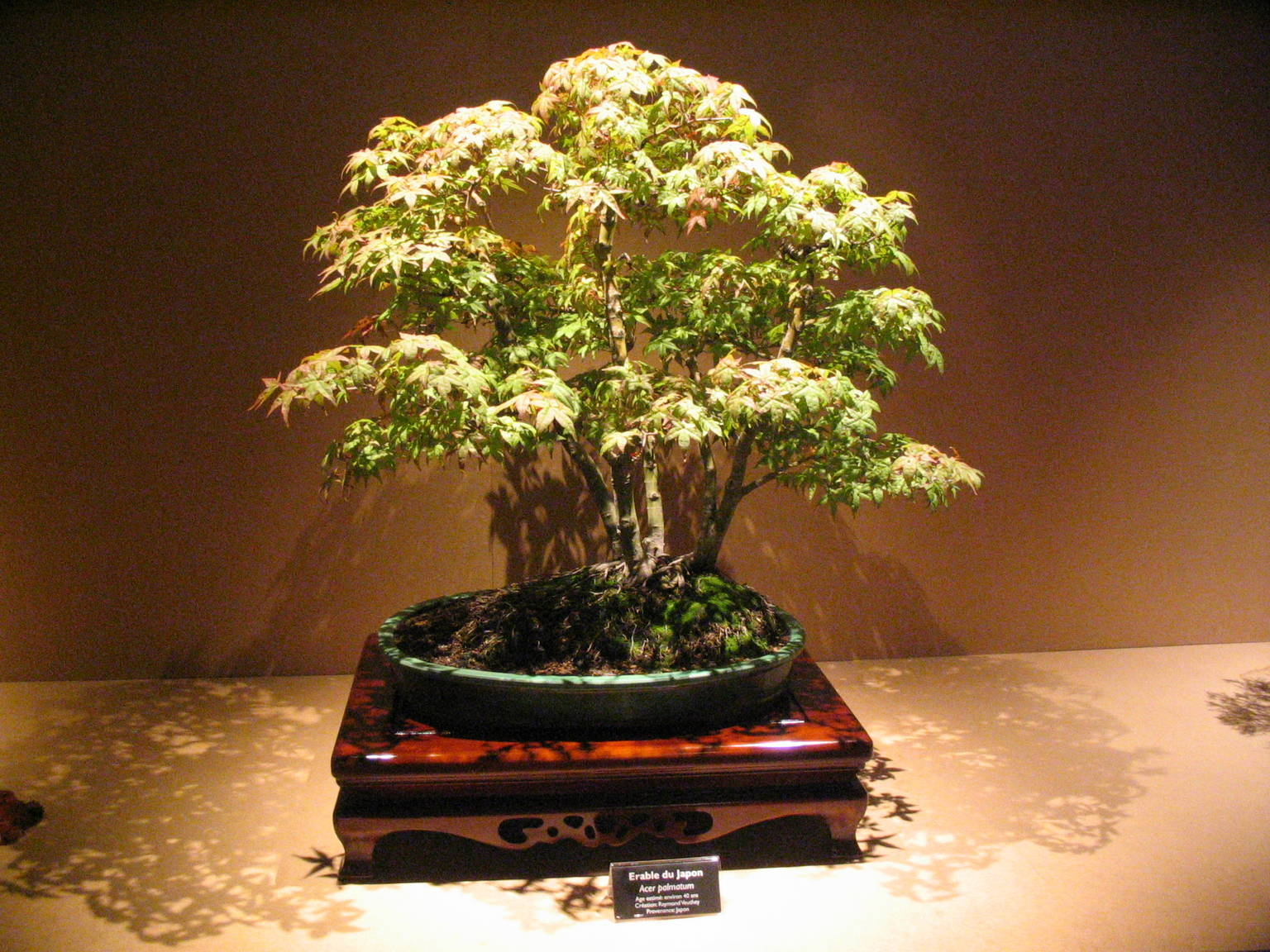
Erable japonès (Acer palmatum)